# غارفيلد: الفلم
غارفيلد: الفيلم (بالإنجليزية: Garfield: The Movie) هو فيلم أمريكي عائلي كوميدي من إخراج بيتر هيويت ومستوحى من رسومات الفنان جيم ديفيز التي تحمل نفس الاسم: غارفيلد. الفيلم من بطولة بريكين ماير، جينيفر لوف هيويت، وبيل موري بصوت غارفيلد. صدر الفيلم في الولايات المتحدة في 11 يونيو 2004، وتم إصدار الجزء الثاني من الفيلم في يونيو 2006 بعنوان غارفيلد: ذيل القطتين الصغيرتين.

## القصة
غارفيلد هو قط سمين، كسول ويحب أكل اللازانيا، ولديه كل ما يتمناه أي قط. ولكن عندما يقوم مالكه جون بتبني كلب يدعى أودي، يغضب غارفيلد ويدخل في منافسة مع الكلب. في إحدى الليالي يهرب الكلب أودي ويتعرض للخطف بعد أن قام غارفيلد بإغلاق الباب عليه وهو خارج البيت، ثم يندم غارفيلد على فعلته ويقرر الذهاب للبحث عنه وإنقاذه بمساعدة مجموعة مختلفة من أصدقائه الحيوانات.

## طاقم الممثلين

### الممثلين الرئيسيين
| الممثل               | الدور               | تعليق                                         |
| -------------------- | ------------------- | --------------------------------------------- |
| بريكين ماير          | جون ارباكل          | مالك القط غارفيلد والكلب أودي                 |
| جينيفر لوف هيويت     | الدكتورة ليز ويلسون | طبيبة بيطرية، والتي تصبح في النهاية حبيبة جون |
| ستيفين توبولوسكي     | هابي شابمان         | مذيع تلفزيوني                                 |
| مارك كريستوفر لورانس | كريستوفر ميلو       |                                               |
| ايفان ارنولد         | ويندل               | كبير الخدم                                    |
| ايف برنت             | السيدة بيكر         |                                               |

### الممثلين الصوتيين
| الممثل         | الدور      | تعليق                                                        |
| -------------- | ---------- | ------------------------------------------------------------ |
| بيل موري       | غارفيلد    | قط سمين وكسول                                                |
| آلان كومينغ    | برسنايكيتي | قط سريع الغضب                                                |
| نيك كانون      | لويس       | فأر ودود                                                     |
| ديفيد آيغنبيرغ | نورمل      | منافس غارفيلد                                                |
| براد غاريت     | لوكا       | كلب دوبرمان سريع الإهتياج، يحرس المنزل المجاور لمنزل غارفيلد |
| جيمي كيميل     | سبانكي     |                                                              |

## روابط خارجية
- مقالات تستعمل روابط فنية بلا صلة مع ويكي بيانات